# Universidad de Tampere
La Universidad de Tampere, en finés Tampereen yliopisto (abreviatura TUNI o TAU), es una universidad pública de Finlandia. Fue establecida el 1 de enero de 2019 como resultado de la fusión de la Universidad Tecnológica de Tampere y la antigua Universidad de Tampere. La nueva universidad es también el órgano rector de la Universidad de Ciencias Aplicadas de Tampere.
Cuenta con alrededor de 20000 estudiantes, lo que la convierte en la segunda universidad más grande de Finlandia. Cuenta con tres campus y siete facultades.